# Fabrizio Verospi
Fabrizio Verospi (1571, Řím - 27. ledna 1639, Řím) byl italský římskokatolický duchovní, papežský nuncius a kuriální kardinál. V letech 1619 a 1622 byl mimořádným nunciem u císařského dvora ve Vídni, jeho úkolem bylo vysvobození kardinála Klesla ze zajetí. Od roku 1627 do své smrti byl prefektem Kongregace koncilu.